# Буљине
Буљине или сове ушаре (лат. Bubo) представљају род птица из породице правих сова (Strigidae).
Род буљина, у зависности од дефиниције, садржи 10 до 20 врста које живе широм света. Поједини припаднци овог рода представљају једне од највећих сова. Иако су првобитно у овај род сврставане искључиво сове са ушним перјем (отуд и назив сове ушаре), касније је традиција прекинута сврставањем других врста у овај род.

## Систематика
И дан данас је у току расправа о томе које би све врсте требало укључити у род буљина. Иако подаци секвенци митохондријске ДНК (mtDNA) цитохрома b иду у прилог одлуци неких научника да се снежна сова као једна од ушатих сова адаптирала на арктичке услове, сврставајући је због тога у род Bubo; ово образложење ипак нису прихватили сви научници, па је неки сврставају је у засебан род Nyctea.
Исто тако, постоје неслагања око тога да ли четири сове рибарице, иницијално сврстане у род Ketupa, треба пребацити у род Bubo. Да би род Bubo постао монофилетски, секвенце mtDNA цитохрома b сугеришу да би у буљине такође требало укључити род Scotopelia. Са друге стране,  род Bubo би у том случају постао превелик и лоше дефинисан и чини се да би се Bubo у том случају састојао од два различита кладуса. Стога, алтернатива је да се ова два рода (Ketupa и Scotopelia) уједине у род Ketupa, под условом да се неке нетипичне буљине — у најмању руку малајска, шумска и усамбарска буљина, вероватно и гвинејска буљина и можда још неке друге — пребаце у тај род. Због свих ових проблема, као и због тога што су неке буљине недовољно проучене (на пример афричка буљина), неопходно је спровести додатна истраживања.

### Постојеће врсте
Следеће тренутно живе врсте се уобичајено сврставају у род буљина:
- Bubo scandiacus (снежна сова; спорно)
- Bubo virginianus (америчка буљина)
  - Bubo virginianus nacurutu
- Bubo magellanicus
- Bubo bubo (буљина)
- Bubo bengalensis (индијска буљина)
- Bubo ascalaphus
- Bubo capensis
  - Bubo (capensis) mackinderi
- Bubo africanus
- Bubo cinerascens
- Bubo poensis (гвинејска буљина)
- Bubo vosseleri (усамбарска буљина)
- Bubo nipalensis (шумска буљина)
- Bubo sumatranus (малајска буљина)
- Bubo shelleyi
- Bubo lacteus (афричка буљина)
- Bubo coromandus
- Bubo leucostictus
- Bubo philippensis

Према неким поделама, и следеће врсте припадају роду буљина:
- Ketupa blakistoni (сова рибарица?[8])
- Ketupa zeylonensis (сова рибар)
- Ketupa flavipes
- Ketupa ketupu
- Scotopelia peli (сова рибарица?)
- Scotopelia ussheri
- Scotopelia bouvieri

### Фосили
Изумрле именоване врсте које припадају роду буљина су:
- Bubo florianae (касни миоцен, Мађарска; прелиминарно постављена овде)
- Bubo leakeyae (рани плиоцен, Танзанија)
- Bubo binagadensis (касни плеистоцен, Азербејџан)
- Bubo osvaldoi (плеистоцен, Куба)[9]

Поред именованих, забележени су и други значајни фосили праисторијских буљина, обично у фрагментима:
- Bubo sp. (касни плиоцен, Француска)[10]
- Bubo sp. (касни плиоцен, Пољска; прелиминарно постављена овде)[11]
- Bubo sp. (касни плеистоцен, Мексико)[12]

За специмен коракоидне кости из касног плиоцена у Канзасу, који се налази у музеју природне историје Универзитета у Мичигену, не може се са сигурношћу утврдити да ли припада роду Bubo или Strix. Овај фосил припада таксону који је по величини сличан и америчкој буљини (B. virginianus) и лапонској сови (S. nebulosa).
Синклерска сова (Bubo sinclairi) из Калифорније током касног плеистоцена можда је била палеоподврста америчке буљине, док се врста Bubo insularis, која је отприлике у том периоду живела на Медитерану, сматра синонимом палеоподврсте сове рибара.
За неколико фосила првобитно сврстаних у род Bubo се касније испоставило да су у питању друге птице. Врсте "Bubo" incertus и "Bubo" arvernensis из касног еоцена/раног олигоцена данас се сврставају у кукувије и то у родове Nocturnavis и Necrobyas. "Bubo" leptosteus се данас сматра примитивном совом из рода Minerva (првобитно Protostrix). "Bubo" poirreiri, из касног олигоцена или раног миоцена из Француске, сада је сврстана у род Mioglaux.
Са друге стране, наводни фосил чапље "Ardea" lignitum, из касног плицоена из Немачке, представља заправо фосил сове и вероватно припада роду Bubo. С обзиром на његову старост — око два милиона година — данас се сматра претком врсте Bubo bubo.

## Интеракција са људима
Већина сова није у директном контакту са људима, управо због тога што су махом активне ноћу. Ипак, током 2015. године, буљина у Пурмеренду у Холандији, напала је око 50 људи, а заустављена је тек након што је унајмљен соколар како би је ухватио.